# Remi Joseph De Roo
Remi Joseph De Roo (ur. 24 lutego 1924 w Swan Lake, zm. 1 lutego 2022 w Victorii) – kanadyjski duchowny rzymskokatolicki, w latach 1962-1999 biskup Victorii.

## Życiorys
Święcenia kapłańskie przyjął 8 czerwca 1950. 29 października 1962 został prekonizowany biskupem Victorii. Sakrę biskupią otrzymał 14 grudnia 1962. 18 marca 1999 przeszedł na emeryturę.